# A. J. P. 테일러
A. J. P. 테일러(Alan John Percivale Taylor, 1906년 3월 25일 – 1990년 9월 7일)는 19 세기와 20 세기 유럽 외교를 전문으로 하는 역사가였다. 언론인이자 방송인인 그는 텔레비전 강의를 통해 수백만 명의 사람들에게 유명해졌다.
테일러는 1906년 당시 랭커셔의 일원이었던 사우스포트의 버크데일에서 태어났다. 그의 부유한 부모는 좌파적 견해를 가지고 있었고, 그는 그것을 물려받았다. 또한 그의 부모는 모두 1차 세계대전에 강력히 반대했던 평화주의자였고, 전쟁 반대 차원에서 아들을 퀘이커 학교에 보냈다. 1924년에, 그는 현대사를 공부하기 위해 옥스포드에 있는 오리엘 대학에 갔다.
테일러는 1927년 옥스포드를 졸업했다. 법률 사무원으로 잠시 일한 후 그는 대학원 과정을 시작하여 1848년 혁명에 대한 차티스트 운동의 영향을 연구하기 위해 빈으로 갔다. 그는 이탈리아 통일 문제로 연구를 전환하였다.
테일러는 1930년부터 1938년까지 맨체스터 대학에서 역사 강사였다.
그는 모들린 칼리지의 펠로가 되었으며 1976년까지 직책을 맡았다. 그는 또한 1938년부터 1963년까지 옥스포드 대학교에서 현대사 강의를 하였다.
테일러는 제2차 세계 대전 당시 중부유럽 출신 정치인들과 친분을 쌓았다. 이러한 우정이 그가 그 지역에 대한 이해를 높이는 데 도움이 되었다.
1961년 그는 논란이 많은 저서 《제 2 차 세계 대전의 기원》으로 역사수정주의자로서 명성을 얻었다.
테일러에 의하면, 히틀러가 대중적 상상력의 악마적인 인물이 아니라 외교 문제에서 정상적인 독일 지도자라는 것이었다. 나치 독일의 외교 정책이 바이마르 공화국의 외교 정책과 특별히 다른 바 없다고 주장했다. 히틀러는 평범한 독일 지도자 일뿐만 아니라 평범한 서구 지도자라고 주장했다. 평범한 서구 지도자로서 히틀러는 구스타프 슈트레제만, 네빌 체임벌린 또는 에두아르 달라디에보다 특별히 낫거나 나쁘지 않았다. 그의 주장은 히틀러가 독일을 유럽에서 가장 강력한 세력으로 만들고 싶었지만 전쟁을 원하지도 계획하지도 않았다는 것이었다. 1939년 전쟁 발발은 모든 사람의 실수로 인한 불행한 사고였으며 히틀러의 계획에 포함되지 않았다는 것이다.

## 참고 문헌
1. ↑  Burk 2002, p.41
2. ↑  "Our History" 맨체스터 대학교 website
3. ↑  Martel 1999, p.1